# Zhongzhou (köpinghuvudort i Kina, Zhejiang Sheng, lat 29,44, long 118,48)
Zhongzhou (kinesiska: 中洲, 中洲镇) är en köpinghuvudort i Kina. Den ligger i provinsen Zhejiang, i den östra delen av landet, omkring 190 kilometer sydväst om provinshuvudstaden Hangzhou. Antalet invånare är 10 129. Befolkningen består av 5 452 kvinnor och 4 677 män. Barn under 15 år utgör 18,0 %, vuxna 15-64 år 62 %, och äldre över 65 år 19,0 %.
Runt Zhongzhou är det ganska tätbefolkat, med 104 invånare per kvadratkilometer. Närmaste större samhälle är Yangqitan, 5,9 km öster om Zhongzhou. I omgivningarna runt Zhongzhou växer i huvudsak blandskog.
Genomsnittlig årsnederbörd är 2 495 millimeter. Den regnigaste månaden är juni, med i genomsnitt 499 mm nederbörd, och den torraste är oktober, med 55 mm nederbörd.